# Вуличний ангел
«Вуличний ангел» (англ. Street Angel) — американська драма режисера Френка Борзегі 1928 року.

## Сюжет
Неаполь. У бідної дівчини Анджели немає інших можливостей заробити на ліки для вмираючої матері, окрім крадіжки. Її заарештовують і судять, але їй вдається втекти з залу суду і сховатися в барабані бродячого цирку.

## У ролях
- Джанет Гейнор — Анджела
- Чарльз Фаррелл — Гіно
- Наталі Кінгстон — Лізетта
- Генрі Арметта — Маскетто
- Гвідо Тренто — сержант поліції Нері
- Чіно Конті — поліцейський
- Луїс Ліггетт — Беппо
- Мілтон Дікінсон — Бімбо
- Гелена Герман — Андреа

## Нагороди і номінації
- премія «Оскар» 1929 року — перемога в категорії найкраща жіноча роль (Джанет Гейнор)
- премія «Оскар» 1930/31 року — номінації в категоріях найкраща операторська робота та найкраща робота художника-постановника.